# Torndirrup National Park
Torndirrup National Park är en park i Australien. Den ligger i delstaten Western Australia, omkring 400 kilometer sydost om delstatshuvudstaden Perth. Arean är 39 kvadratkilometer.
Närmaste större samhälle är Albany, nära Torndirrup National Park. 
Genomsnittlig årsnederbörd är 1 017 millimeter. Den regnigaste månaden är juni, med i genomsnitt 147 mm nederbörd, och den torraste är februari, med 22 mm nederbörd.